# Robert Cushman Murphy

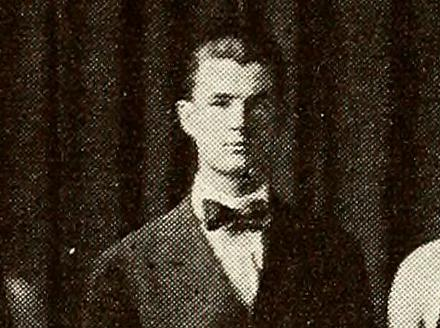
Robert Cushman Murphy (1910)

Robert Cushman Murphy (* 29. April 1887 in Brooklyn; † 20. März 1973 in Stony Brook) war ein US-amerikanischer Ornithologe und zeitweise der für Vögel verantwortliche Kurator am American Museum of Natural History in New York City.
Murphy wurde in Brooklyn, New York, geboren und studierte an der Brown University. Während seiner wissenschaftlichen Karriere veröffentlichte er 600 Papiere. Zwei seinen bekanntesten Arbeiten sind Logbook for Grace; Whaling Brig Daisy, 1912–1913 und Oceanic Birds of South America. Murphy zählte während der Haiangriffe an der Küste von New Jersey (1916) zu den Wissenschaftlern, die wesentlich zur Identifizierung der in Frage kommenden Haiart beitrugen.
Nach seiner Pensionierung arbeitete er gemeinsam mit anderen Bürgern von Long Island daran, die Verwendung von DDT zu erschweren. In einigen seiner Papiere nahm er die Aussagen von Rachel Carson vorweg, ohne allerdings ihren Einfluss zu erreichen.
Murphy war mit Grace Emeline Barstow (1888–1975) verheiratet, mit der einen 1915 geborenen Sohn hatte und nach der er den Grace-Gletscher auf der südatlantischen Insel Südgeorgien benannte.
Sein Grab befindet sich auf dem Swan Point Cemetery in Providence.

## Ehrungen
Er verfasste das Monumentalwerk Oceanic Birds of South America, für das er die William-Brewster-Medaille und die John-Burroughs-Medaille verliehen bekam. 1936 erhielt Murphy die Daniel Giraud Elliot Medal der National Academy of Sciences, 1946 wurde er zum Mitglied der American Philosophical Society gewählt.
Der Mount Murphy im westantarktischen Marie-Byrd-Land und die Murphy Wall auf Südgeorgien sind nach ihm benannt.